# نویزیس
نویزیس (به آلمانی: Neusiß) یک شهر در آلمان است که در ایلم-کرایس واقع شده‌است. نویزیس  ۲۵۲ نفر جمعیت دارد.